# Manuel Mendizábal
Manuel Mendizábal (Tolosa, (Guipúscoa) 9 de setembre de 1817 - Madrid, 29 d'agost de 1896) fou un professor de piano i compositor.
Ingressà en el Conservatori de Madrid com a professor provisional el 1854, sent nomenat de número el 1857. Va deixar nombrosos i molt bons deixebles com per exemple Manuel Fernández Grajal (1838-1920), Pablo Miguel de Perlado (1845-1870). Col·laborà en els suplements musicals de la Crónica de Madrid i altres revistes professionals, i publicà en les cases editorials de Madrid algunes obres de piano.